# Dohalice
Dohalice är en ort i Tjeckien. Den ligger i den centrala delen av landet, 90 km öster om huvudstaden Prag. Dohalice ligger 253 meter över havet och antalet invånare är 443.
Terrängen runt Dohalice är platt. Runt Dohalice är det tätbefolkat, med 570 invånare per kvadratkilometer. Närmaste större samhälle är Hradec Králové, 13,1 km sydost om Dohalice. Trakten runt Dohalice består till största delen av jordbruksmark.